# Charlot pompier
Pour les articles homonymes, voir Fireman.
Pour plus de détails, voir Fiche technique et Distribution.
Charlot pompier (The Fireman) est un film muet américain réalisé par Charles Chaplin, sorti le 12 juin 1916.

## Synopsis
Dans une caserne, des pompiers sont obsédés par l'alerte incendie. Un seul but : être prêts dès qu'elle sonne. L'un d'eux, Charlot, n'est visiblement pas très empressé et quand il daigne se réveiller c'est pour semer la pagaille dans la caserne.
Un jour, un homme et sa fille se présentent à la brigade. L'homme propose au chef de mettre volontairement le feu à sa maison, ainsi il touchera la prime d'assurance et il promet au chef la main de sa fille.
Pendant ce temps, un autre homme, victime, lui, d'un véritable incendie dans sa maison, essaye, sans succès, de prévenir les pompiers. Mais ceux-ci sont bien trop occupés à jouer aux dames pour prêter garde à l'alarme. Finalement l'homme vient en personne à la caserne prévenir du sinistre. Les pompiers se précipitent avec leur camion vers la maison en feu et tentent d'éteindre les flammes.
Dans le même temps, l'homme peu scrupuleux met son plan à exécution et les flammes commencent à envahir la maison. Mais il se rend compte avec stupeur que sa fille, restée dans sa chambre, est déjà prisonnière du feu.
Il accourt vers les pompiers déjà réquisitionnés sur l'autre incendie. Charlot s'empresse de prendre les commandes du camion et accourt vers le sinistre, sans se rendre compte qu'en chemin la remorque n'a pas résisté et est complètement détruite. N'écoutant que son courage, il grimpe sur la façade pour secourir la malheureuse. Il réussit à l'extirper du brasier et la redescendre en lieu sûr. Victime de la fumée et de la chaleur, il finit par s'évanouir devant la meute des autres pompiers arrivés bien après lui. Le laissant recouvrer ses esprits, ils le laissent seul en compagnie de la charmante demoiselle. Mais si tout ceci n'était qu'un subterfuge pour être enfin seul avec la femme qu'il aime ?

## Fiche technique
- Titre : Charlot pompier
- Titre original : The Fireman
- Réalisation : Charles Chaplin
- Scénario : Charles Chaplin, Vincent Bryan, Maverick Terrell
- Directeurs de la photographie : William C. Foster, Rollie Totheroh et Frank D. Williams (non crédité)
- Producteurs : Charlie Chaplin, Henry P. Caulfield
- Production : Lone Star Corporation / Mutual
- Distribution : Lone Star Corporation / Mutual
- Musique : Michael Mortilla
- Montage : Charles Chaplin
- Pays d'origine :  États-Unis
- Langue : intertitres anglais
- Format : Noir et blanc - muet
- Genre : Comédie
- Durée : 24 minutes
- Date de sortie : 
  - États-Unis : 12 juin 1916

## Distribution
- Charles Chaplin : Le pompier
- Eric Campbell : Chef de la brigade
- Edna Purviance : La fille
- Lloyd Bacon : Le père de la fille
- Albert Austin : Un pompier
- John Rand : Un pompier
- James T. Kelley : Un pompier
- Frank J. Coleman : Un pompier
- Henry Bergman : Un pompier
- Leo White : Le propriétaire de la maison en feu